# Majestic Crest Theatre
Il Majestic Crest Theatre è un teatro e cinema di Los Angeles, negli Stati Uniti d'America. Venne fondato nel 1940 da Frances Seymour Fonda, moglie di Henry Fonda e madre di Jane e Peter Fonda, e aperto l'anno seguente.